# 옐레나 룻콥스카야
옐레나 그리고리예브나 룻콥스카야(벨라루스어: Алена Рыгораўна Рудкоўская 알레나 리호라우나 루트코우스카야, 러시아어: Еле́на Григо́рьевна Рудко́вская, 1973년 4월 21일 ~ )는 벨라루스의 수영 선수이다. 1992년 바르셀로나 올림픽때 100m 평영에서 금메달을 땄고, 400m 혼계영에서 동메달을 땄다.

## 경력
호멜에서 태어난 룻콥스카야는 10세때 수영을 시작했다. 1991년 아테네에서 열린 유럽 선수권 대회에서 소련 국가대표로 참가하여 금메달 3개를 획득했다. 1992년 바르셀로나에서 열린 올림픽 100m 평영에서 금메달을 획득했고, 400m 혼계영에서 동메달을 획득했다.
1991년과 1992년에 벨라루스 올해의 선수로 선정되었다.